# Cochran (album)
| Recensione | Giudizio |
| ---------- | -------- |
| AllMusic   |          |

Cochran è un album discografico di Wayne Cochran (accreditato come Wayne Cochran & The C.C. Riders), pubblicato dalla casa discografica Epic Records nel 1972.

## Tracce

### LP
Lato A
Testi e musiche di Wayne Cochran e Charlie Brent.
1. Do You Like the Sound of the Music – 3:13
2. Long, Long Day – 5:08
3. Somebody's Been Cuttin' in on My Groove – 3:45
4. Sleepless Nights – 4:14
5. Boogie – 1:49

Lato B
Testi e musiche di Wayne Cochran e Charlie Brent.
1. Circles – 5:13
2. Sittin' in a World of Snow – 4:31
3. I Will – 3:15
4. We're Gonna Make It – 5:39

## Musicisti
- Wayne Cochran - voce solista
- Charlie Brent - chitarra
- Bob Scellato - tromba
- Buzz Troy - tromba
- Don Capron - tromba
- Stuart Aptekar - tromba
- Mike Katz - trombone
- Skip Weissner - trombone
- Bob Brown - trombone basso
- Michael Palmieri - sassofono tenore
- Randy Emerick - sassofono tenore
- Dennis Wilson - sassofono alto
- Robert Gable - sassofono baritono
- Artie Goleniak - basso
- Allyn Robinson - batteria[1]

Note aggiuntive
- Larry Cohn - produttore
- Charlie Brent e Roy Segal - co-produttori
- Charlie Brent - arrangiamenti
- Roy Segal - ingegnere delle registrazioni
- David Brown, Mike Larner, George Engfer, Mike Fusaro e George Horn - assistenti ingegnere delle registrazioni
- Fred Lombardi - fotografie
- Ed Lee - design album originale[2]